# 山崎賢一 (ミュージシャン)
山崎 賢一 （やまさき けんいち、1994年〈平成6年〉1月21日 - ）は、日本のシンガーソングライター・ミュージシャン。
九州・沖縄道の駅公式アンバサダー。　㈱唐津ケーブルテレビジョン【若者にYELL】番組リポーター。唐津ミュージックフェスティバル代表。佐賀県唐津市出身。血液型はA型。

## 来歴
2016年4月Leben Coreというユニットを結成し、Vocalとして音楽活動を開始。同年12月、ソロ弾き語り活動を開始。
2017年ソロ1stシングル『君が笑えば』リリース開始。
2021年イギリスのロンドンにて開催のイベント『HYPER JAPAN ONLINE 2021』出演。

## 人物
- 好きな食べ物は「しゃぶしゃぶの豚肉」[1]

## ディスコグラフィ

### シングル
|     | 発売日    | タイトル           | 収録曲                                                             |
| --- | --------- | ------------------ | ------------------------------------------------------------------ |
| 1st | 2017年9月 | 君が笑えば         | 1. 君が笑えば 2. 青空                                              |
| 2nd | 2019年5月 | us                 | 1. いつだって 2. 流れ星                                            |
| 3rd | 2020年3月 | 僕たちにできること | 1. 僕たちにできること 2. Simple 3. 僕たちにできること Instrumental |

### ミニアルバム
|     | 発売日    | タイトル | 収録曲                                       |
| --- | --------- | -------- | -------------------------------------------- |
| 1st | 2019年7月 | for you  | 1. ひまわり 2. Run 3. お疲れ様 4. 君が笑えば |

### デジタル配信
|     | 発売日         | タイトル | 収録曲 |
| --- | -------------- | -------- | ------ |
| 1st | 2020年12月13日 | 記念日   | 記念日 |

### その他
- 昭和幼稚園 イベント用BGM『ひとりの力 みんなの力』楽曲提供

## 主なライブ

### ワンマンライブ・主催イベント
- 2018年3月 - 唐津MUSIC FESTIVAL VOL.1
- 2019年3月 - 唐津MUSIC FESTIVAL VOL.2
- 2020年1月 - 初ホールONE-MAN CONCERT
- 2020年3月 - 唐津MUSIC FESTIVAL VOL.3

### 出演イベント
- 2019年1月 - グランドハイアット博多にて弾き語り演奏
- 2019年5月 - みやきMUSIC FESTIVAL 2019 出演
- 2019年8月 - SunsetLive2019 AUDITION FINALIST
- 2019年9月 - 宗像FES2019 出演
- 2019年11月12月 - CHRISTMAS MARKET HAKATA

- CHRISTMAS MARKET TENJIN
- CHRISTMAS MARKET PASSAGE
- CHRISTMAS MARKET KOKURA
- CHRISTMAS MARKET KAGOSHIMA 出演
- 2020年11月 - CHRISTMAS MARKET TENJIN
- 2020年12月 - KBCラジオ「マルボシ酢アスキーPresents HAKATA SOUND FLY ミュージック・バトル」(2代目グランドチャンピオン)
- 2020年12月 - マリンメッセ福岡ドリームステージ 出演
- 2020年12月 - ヒルトン福岡シーホーク『Dine Around Premium Countdown Event』ゲスト出演
- 2021年2月 - サガテレビ生放送番組かちかちPress内『イマコレ』にて生歌LIVE披露
- 2021年6月 - サガテレビ生放送番組カチカチPress内『かちPreライブステージ』にて生歌LIVE披露
- 2021年7月 - イギリスのロンドンにて開催『HYPER JAPAN ONLINE 2021』出演
- 2021年10月-MONOGATARI LIVE 2021出演
- 2021年11月　第34回東京国際映画祭「SKIPシティ国際Dシネマ映画祭2021」にて『観客賞』『優秀作品賞』受賞映画【夜を越える旅】にオリジナル曲『Run』起用。
- 2021年12月25日・26日 - クリスマスマーケットFUKUOKA 出演